# Berendtiella
Berendtiella é um género botânico pertencente à família Phrymaceae.

## Espécies
- Berendtiella coulteri
- Berendtiella levigata
- Berendtiella rugosa
- Berendtiella spinulosa